# Lunds matematiska sällskap
Lunds matematiska sällskap är en i Lund verksam förening, vilken har till syften att:
- Verka för ökat intresse för matematik och relaterande ämnen, både bland allmänhet och studerande
- Öka trevnaden bland dem som har sin gärning inom den matematiska ämnesgruppen
- Vidtaga åtgärder för att underlätta studierna i denna ämnesgrupp

Sällskapet sammanträder sex gånger varje år. Även icke-medlemmar är välkomna att deltaga på mötena. Före varje möte serveras gratis förfriskningar och under mötet ges ett populärvetenskapligt föredrag om eller med samband med matematik. Efter varje möte intas en gemensam måltid under informella former.
Sällskapet grundades 1923 av bland andra Tage Erlander, vilken var sällskapets förste ordförande.